# Bull Nakano
Keiko Aoki  (en japonés: 青木 恵子 [Aoki Keiko, de soltera Nakano (中野), Kawaguchi, Saitama, 8 de enero de 1968), conocida como Bull Nakano, es una luchadora profesional y golfista  profesional japonesa retirada. Entre sus logros, destaca un reinado como Campeona Femenina de WWF, y otro como Campeona Femenina de CMLL.

## Carrera

### Inicios en Japón
La carrera de Keiko Nakano como luchadora profesional comenzó en la organización All Japan Women's Pro-Wrestling (AJW) en Japón. Tras ganar el Campeonato Junior de la AJW a los 16 años de edad en 1984, Posteriormente, Keiko cambió su nombre a Bull Nakano. El 25 de julio de 1985, ganó el Campeonato de AJW, que conservó durante tres años, hasta que lo perdió contra Yumi Ogura. Siendo la Campeona de AJP, Nakano formó equipo con Dump Matsumoto, quien había sido su mentor, y con quien ganó el Campeonato Mundial en Parejas de WWWA en agosto de 1986. En 1986, Nakano y Matsumoto, lucharon durante un breve periodo de tiempo en World Wrestling Federation, donde tuvieron dos combates frente al equipo formado por Velvet McIntyre y Dawn Marie Johnston.
Tras la retirada de Matsumoto, Nakano ganó el Campeonato Mundial en Parejas de WWWA en dos ocasiones, más uno con Condor Saito en 1987 y otro con Grizzly Iwamoto en 1988. Como luchadora individual, Nakano ganó el torneo Japan Grand Prix en junio de 1988. Un año después, en junio de 1989, derrotó a Mitsuko Nishiwaki, ganando el All Pacific Championship, que perdió frente a Noriyo Tateno, en noviembre de ese mismo año. En junio de 1990, derrotó a Mitsuko Nishiwaki convirtiéndose en la Campeona Mundial de WWA, título que perdió en noviembre de 1992 frente a Aja Kong.

### Circuito independiente (1992-1993)
En 1992, Nakano viajó a México, donde trabajó para el Consejo Mundial de Lucha Libre. Fue ganadora de una 12-woman battle royal y posteriormente, de un combate contra Lola González, convirtiéndose en la primera Campeona Femenina de la CMLL. Perdió el Campeonato Femenino de la CMLL frente a Xóchitl Hamada el 21 de marzo de 1993.

### World Wrestling Federation (1994-2001)
Nakano regresó a los Estados Unidos, donde fue contratada por World Wrestling Federation (WWF). Tras debutar como asociada de Luna Vachon, Nakano comenzó una rivalidad con Alundra Blayze en el Campeonato Femenino. En SummerSlam, se enfrentó a Blayze por el título, pero fue derrotada. Tras varios intentos más, derrotó a Blayze el 27 de noviembre de 1994. Tras retener el campeonato durante aproximadamente 5 meses, perdió el título frente a Blayze el 3 de abril de 1995. WWF había planeado que Nakano tuviese un feudo con Bertha Faye, pero fue despedida por posesión de cocaína.

### Regreso a WWE (2024)
A inicios de marzo de 2024, se anunció que sería inducida al Salón de la Fama 2024.

## Campeonatos y logros
- All Japan Women's Pro-Wrestling

- AJW Championship (1 vez)
- AJW Junior Championship (1 vez)
- All Pacific Championship (1 vez)
- WWWA World Heavyweight Championship (1 vez)
- WWWA World Tag Team Championship (3 veces) - con Dump Matsumoto (1), Condor Saito (1) y Grizzly Iwamoto (1)
- AJW Hall of Fame (1998)
- Japan Grand Prix (1988)

- Consejo Mundial de Lucha Libre

- CMLL World Women's Championship (1 vez)

- World Wrestling Federation/WWE

- WWF Women's Championship (1 vez)
- Slammy Award (1 vez)
  - Most Devastating (1994)

- WWE Hall of Fame (clase de 2024)

- Wrestling Observer Newsletter awards

- Wrestling Observer Newsletter Hall of Fame (Inducida en 2001)